# Neue Mühle (Steinhöfel)
Die Neue Mühle ist ein bewohnter Gemeindeteil von Steinhöfel, einer Gemeinde im Landkreis Oder-Spree im Land Brandenburg.

## Geografische Lage

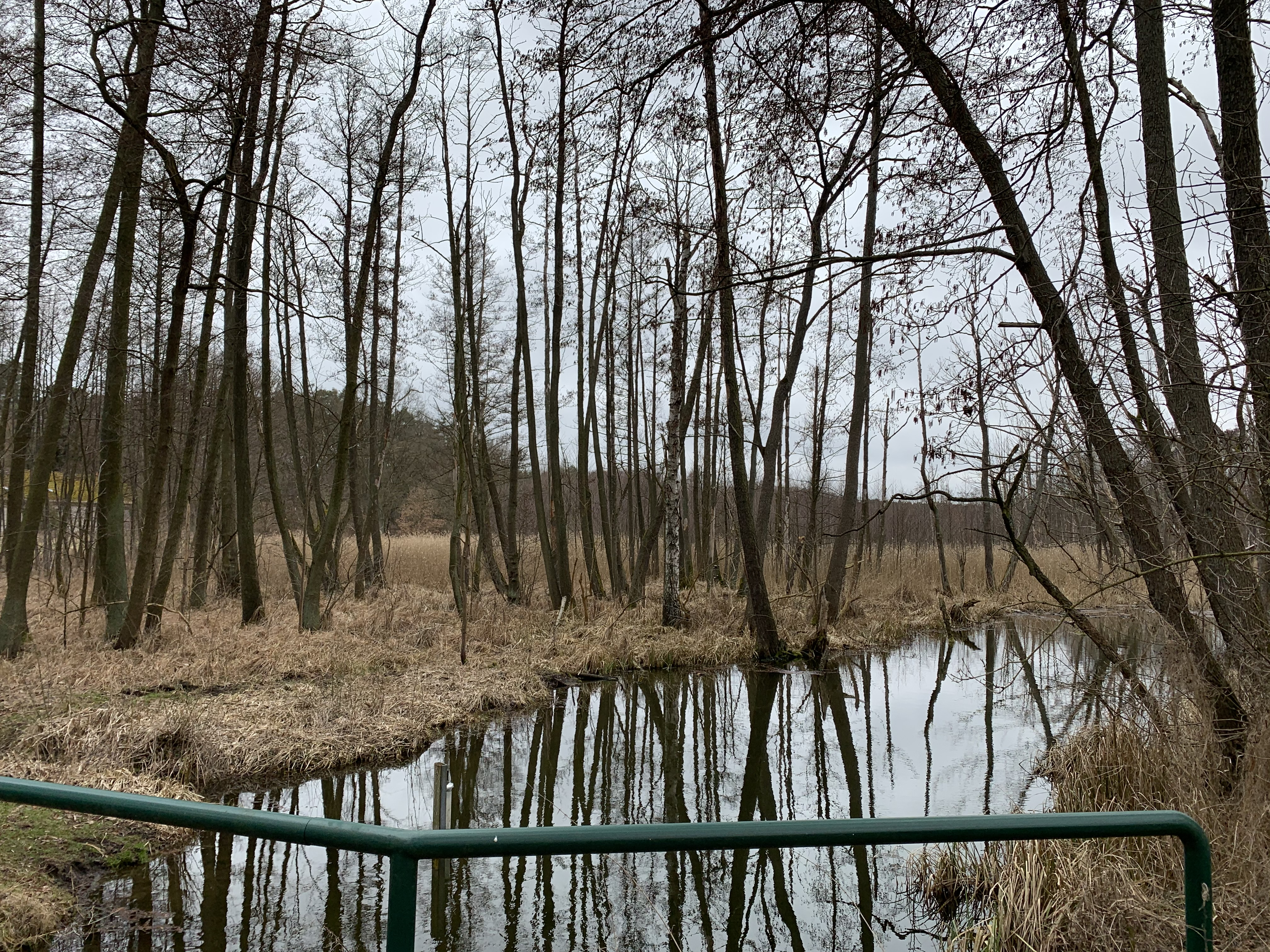
Löcknitz

Der Gemeindeteil liegt am südwestlichen Ufer des Maxsees unmittelbar an der Löcknitz, die in südlicher Richtung abfließt. Hiervon südwestlich befindet sich der Ortsteil Kienbaum der Gemeinde Grünheide (Mark), südlich mit Jänickendorf und Beerfelde zwei Ortsteile der Gemeinde Steinhöfel, während sich östlich der weitere Ortsteil Schönfelde anschließt.

## Geschichte
Über die urkundliche Ersterwähnung gibt es unterschiedliche Angaben. Eine Informationstafel des NaturSchutzFonds Brandenburg in der Nähe des Gebäudes gibt an, dass sie erstmals 1317 urkundlich erwähnt wurde. Peter R. Rohrlach führt hingegen in seinem Historischen Ortslexikon für Brandenburg Teil VII Lebus das Jahr 1541 mit einem Möller auß der Nawen möle an. Der Müller war zu dieser Zeit verpflichtet, drei Rheinische Gulden und 29 Groschen Landsteuer zu entrichten. Im Jahr 1745 wurde erstmals eine Wassermühle erwähnt, die „an der Heide“ lag und einen Gang besaß. Dort lebten im Jahr 1772 insgesamt 23 Personen. Eine weitere Erwähnung existiert aus dem Jahr 1876 als die in der hieher gehörigen Hinter=Heide belegene sogenannte Neue Mühle. Bis 1791 war die Anzahl der Bewohner auf neun, im Jahr 1798 auf nur noch sechs Personen zurückgegangen. Im Jahr 1801 wurde von einer „Wassermühle unweit Müncheberg“ berichtet. Dort wurde eine Feuerstelle (=Haushalt) mit sechs Personen betrieben; vier Jahre später erschien im Ortschaftsverzeichnis von Bratring erstmals die Bezeichnung „Neue Mühle“. Im Jahr 1818 waren es sieben Personen mit zwei Feuerstellen. Aus dem Jahr 1840 sind zwei Wohngebäude überliefert, in denen sechs Personen lebten. Im Jahr 1860 wurde die bislang kommunalfreie Neue Mühle „mit dem dabei belegenen Wolffschen Grundstück“ nach Schönfelde eingemeindet. Bis 1864 war ein weiteres Wohngebäude entstanden; nunmehr lebten 17 Personen auf der Gemarkung. Die Anzahl der Bewohner schwankte in den folgenden Jahren von 15 Personen im Jahr 1871, neun Personen im Jahr 1885 und zehn Personen im Jahr 1895. Im Jahr 1900 bestand eine Getreidemühle. Im Jahr 1905 lebten im Dorf insgesamt 16, im Jahr 1925 bereits 35 Personen. Ein Jahr zuvor hatte der Bankier Max Steinthal das Gut erworben und es seiner Frau Fanny zum 35. Hochzeitstag geschenkt. Die Neue Mühle wurde seit 1931 als Wohnplatz von Schönfelde geführt.
In der Zeit des Nationalsozialismus musste Steinthal das Gut verkaufen und es diente in der Zeit der DDR der Lausitzer Braunkohle AG als Feriendomizil. Sie stellte es der NDPD zur Verfügung, so dass Politiker wie Lothar Bolz das Gut nutzten. Nach der Wende übernahm ein Unternehmer im Jahr 2000 das Grundstück, sanierte die Haupt- und Nebengebäude und nutzt es seither privat.